# A Hard Wash
 (juillet 2025).
Pour plus de détails, voir Fiche technique et Distribution.
A Hard Wash est un film américain muet et en noir et blanc de William K.L. Dickson sorti en 1896.